# Ostorhinchus aureus
Ostorhinchus aureus es una especie de pez con aleta radiada del género Ostorhinchus, de la familia Apogonidae, orden Kurtiformes. Fue descrita por Lacepède en 1802.

## Descripción
Mide 14,5 cm de longitud total.

## Distribución
Se distribuye por el Pacífico Indo-Occidental: mar Rojo y África Oriental hasta Papúa Nueva Guinea, Japón,  Australia y Nueva Caledonia.